# インファナル・アフェア
『インファナル・アフェア』（原題：無間道、英題：Infernal Affairs）は、2002年の香港映画で、香港ノワールの代表的作品である。監督はアンドリュー・ラウとアラン・マック。
潜入捜査官としてマフィアに入り込むヤン（トニー・レオン）と、そのマフィアから警察に潜入するラウ（アンディ・ラウ）の物語。警官として苦悩するヤンと、組織を裏切り善人になろうとするラウが対照的に描かれている。

## シリーズ全体の概要
『インファナル・アフェア』は、その後3部作のシリーズとして製作された。
- インファナル・アフェア （2002年・香港）
- インファナル・アフェア 無間序曲 （2003年・香港）
- インファナル・アフェアIII 終極無間 （2003年・香港）

3部作の第1作はヤンとラウを中心に、マフィアの壊滅とヤンを含む仲間の死までを描き、第2作ではヤンとラウの「潜入」までを香港返還までの時代を背景に描き、第3作ではヤンの死後と第1作では描かれなかった新事実を描いた。

## あらすじ
1991年、ストリート育ちの青年ラウは香港マフィアに入ってすぐ、その優秀さに目を付けたボスによって警察学校に送り込まれる。一方、警察学校で優秀な成績を収めていた青年ヤンは突然退学となる。彼は、警視に能力を見込まれマフィアへの潜入を命じられたのだった。やがて2人の青年は、それぞれの組織で台頭していく。そして10年後、警察はヤンから大きな麻薬取引の情報を受け取る。しかし警察の包囲網はラウによってマフィア側に筒抜けとなっていた。検挙も取引も失敗に終わったことで、警察、マフィア双方がスパイの存在に気づいてしまうのだった。

## キャスト
| 役名             | 俳優                 | 日本語吹替 | 日本語吹替     |
| 役名             | 俳優                 | ソフト版   | テレビ東京版   |
| ---------------- | -------------------- | ---------- | -------------- |
| ヤン             | トニー・レオン       | 山路和弘   | 山路和弘       |
| ラウ             | アンディ・ラウ       | 森田順平   | てらそままさき |
| ウォン警視       | アンソニー・ウォン   | 廣田行生   | 磯部勉         |
| サム             | エリック・ツァン     | 岩崎ひろし | 山野史人       |
| ドクター・リー   | ケリー・チャン       | 日野由利加 | 藤本喜久子     |
| マリー<ラウの妻> | サミー・チェン       | 湯屋敦子   | 朴璐美         |
| 若き日のヤン     | ショーン・ユー       | 山路和弘   | 三木眞一郎     |
| 若き日のラウ     | エディソン・チャン   | 森田順平   | 川島得愛       |
| キョン           | チャップマン・トウ   | 永井誠     | 中原茂         |
| ビー/ラム        | ラム・カートン       | 横堀悦夫   | 津田英佑       |
| メイ             | エルヴァ・シャオ     | 村竹あおい | 阿部桐子       |
| チョン           | ン・ティンイップ     | 仲野裕     | 後藤敦         |
| リョン警視       | ワン・チーキョン     |            | 小川真司       |
| ディト・ロ       | ディオン・ラム       | 松井範雄   | 手塚秀彰       |
| イップ           | ヒュイ・カム・ファン |            | 安井邦彦       |
| タイ・チョン     |                      | 土方優人   |                |
| ミー             |                      | 船木まひと |                |
| ファニー         |                      | 重松朋     |                |
| ポール           | Chan Charoenwichai   |            |                |
| 茶シャツ刑事     |                      | 小川一樹   |                |
| 白シャツ刑事     |                      | 木下尚紀   |                |
| ナレーション     | ‐                    | ‐          | 小川真司       |

- ソフト版

日本語版制作スタッフ：演出：蕨南勝之、翻訳：小寺陽子、録音・調整：阿部敏昭、制作：東北新社
- テレビ東京版：初回放送2005年4月14日『木曜洋画劇場』(21:00-22:54)

その他声の出演：青山穣、羽村京子、星野充昭、乃村健次、大西健晴、多緒都、船木まひと、高宮武郎
日本語版制作スタッフ：演出：蕨南勝之、翻訳：鈴木真理子、台本：平田勝茂、調整：重光秀樹、効果：リレーション、担当：別府憲治（HALF H・P STUDIO）、制作：HALF H・P STUDIO

## 別エンディング
今作では中国の猥褻、ギャンブル、暴力を広めたり、犯罪を犯したりすることはできないという中国映画行政規則の第25条（7）に準拠するために、別エンディングが撮影されている。
ヤンが射殺されるまでの展開は同じだが、チャンがラウの潜入の証拠を見つけ出し、ラウはチャンに警官バッジを返却してそのまま逮捕される、というエンディングである。
そのため、インファナル・アフェアIII 終極無間には続かない展開となっている。
また、このエンディングはマレーシア上映でも使用された。

## 受賞
第22回香港電影金像奨で最優秀作品賞・最優秀監督賞・最優秀主演男優賞（トニー・レオン）・最優秀助演男優賞（アンソニー・ウォン）を、第40回金馬奨でも最優秀作品賞・最優秀監督賞・最優秀主演男優賞（トニー・レオン）・最優秀助演男優賞（アンソニー・ウォン）をそれぞれ受賞した。

## リメイク
本作品の脚本は世界各国から高い評価を受け、2006年にアメリカでマーティン・スコセッシ製作・監督、レオナルド・ディカプリオ、マット・デイモン主演で、『ディパーテッド』としてリメイクされ、アカデミー賞やゴールデングローブ賞など各賞を受賞した。
2004年には、この作品のパロディで、精裝追女仔シリーズの第4作目の『インファナル・アンフェア 無間笑』（原題：精裝追女仔2004）が公開された。
2012年には、日本でも西島秀俊、香川照之主演で製作された『ダブルフェイス』のモチーフとなった。